# Dora Coledesky
Dora Coledesky (Buenos Aires, 21 de junio de 1928 – Buenos Aires, 17 de agosto de 2009) fue una abogada, militante feminista, obrera textil y sindicalista argentina. Fue la creadora de la comisión que impulsó la Ley del Derecho al Aborto en Argentina.

## Biografía
Dora Coledesky nació en Buenos Aires y siendo adolescente se trasladó a la provincia de Tucumán. Al finalizar sus estudios secundarios comenzó a militar en espacios de izquierda. Sus inicios fueron en una agrupación estudiantil, la Federación de Estudiantes Secundarios para luego transitar por el Partido Socialista (PS) y el Partido Obrero Revolucionario (POR), de tendencia trotskista, junto a Ángel Fanjul, con quien se casó a los 24 años.
Tras recibirse de abogada de la Universidad de Tucumán comenzó a trabajar en la textil La Bernalesa donde participó en varias huelgas e ingresó a otro establecimiento, donde fue elegida delegada. En los años ’70, junto a su esposo abrió un estudio de derecho laboral pero seis años después, con la dictadura militar en ciernes, partieron al exilio hacia Francia.
En Francia, militó en la corriente mandelista LCR, donde fue influenciada por el movimiento feminista de aquellos años, y participó del Grupo de Mujeres Latinoamericanas, conformado por mujeres exiliadas de Argentina, Bolivia, Brasil, Chile y Uruguay.
En 1984, la pareja retornó a la Argentina, oportunidad en que se pondrá en contacto con amistades de larga data como Magui Bellotti y Marta Fontela, fundadoras de la agrupación ATEM- 25 de noviembre. Dora Coledesky creó la Comisión por el Derecho al Aborto (CDA) junto con Alicia Schejter, Safina Newbery, María José Rouco Pérez, Laura Bonaparte, referente histórica de Madres de Plaza de Mayo-Línea Fundadora, Carmen González, abogada feminista, Nadine Osídala y Rosa Farías, enfermera del Hospital Muñiz.
En 1989, por primera vez, la CDA se sumó a la movilización del 8 de Marzo en la Plaza Dos Congresos. Sus integrantes participaban en los Encuentros Nacionales de Mujeres, debatían en programas de radios comerciales como alternativas, escribían notas para periódicos y revistas de variado tipo, vendían sus publicaciones, recolectaban firmas de adhesión a su anteproyecto de ley, redactaban cartas a los políticos, hacían visitas a la hora del té para tomar contacto con las mujeres que integraban las filas partidarias.
El 25 de mayo de 1990, cincuenta mujeres se dieron cita para realizar la “I Jornada de la Comisión por el Derecho al Aborto y a la Anticoncepción”. La actividad se constituyó a partir de dos talleres: por un lado, Anticoncepción y aborto y por otro, Aborto y Anticoncepción y finalizó con una asamblea plenaria. Presentaron trabajos el Centro de Estudios de la Mujer (CEM), Indeso, ATEM- 25 de noviembre y Lugar de Mujer con el aporte médico de Susana Mayol, Zulema Palma y Alicia Cacopardo.
El 25 de septiembre de 1993, la CDA convocó a una reunión preparatoria en la Facultad de Filosofía y Letras de la Universidad de Buenos Aires, siendo el germen de lo que en un futuro próximo sería la Campaña Nacional por el Derecho al Aborto Legal, Seguro y Gratuito.
Hacia 2003, en el XVIII° Encuentro Nacional de Mujeres, en Rosario, un plan de lucha nacional por el derecho al aborto fue apoyado por miles de participantes. Bajo la presencia de casi todos los grupos feministas del país, obreras de Brukman, de Zanón, de organizaciones piqueteras, trabajadoras estatales, estudiantes, diputadas nacionales como provinciales, de movimientos provinciales, numerosa cantidad de jóvenes, integrantes de partidos políticos de las izquierdas, de Madres de Plaza de Mayo y también independientes, asistieron a la asamblea que reunió a más de 300 personas.